# Jan Manuel
Jan Manuel (Stokkum, 21 december 1937 –  Hengelo (Ov.), 2 oktober 2018) was een Nederlands voetbalscheidsrechter. In de jaren zeventig en tachtig floot hij in de Eredivisie. 
Manuel was op 5 december 1982 scheidsrechter in een wedstrijd tussen Ajax en Helmond Sport. Bij een stand van 1-0 kreeg Ajax een penalty. In plaats van op doel te schieten, legde Johan Cruijff de bal breed op Jesper Olsen, die vervolgens de bal diagonaal langs de verbouwereerde doelman Otto Versfeld tikte, waarna Cruijff in een leeg doel de 2-0 kon scoren. Protesten werden niet toegekend, Manuel verklaarde later dat hij wist dat nergens in de spelregels stond dat een strafschop in één keer moest worden geschoten.
Na zijn loopbaan als scheidsrechter was hij verbonden aan FC Twente als scheidsrechtersbegeleider.
Jan Manuel was de vader van cabaretier André Manuel. Hij overleed in 2018 op 80-jarige leeftijd.